# Hans Kungliga Höghet Hertigens av Halland hovstat
Hans Kungliga Höghet Hertigens av Halland hovstat var en enhet inom de svenska kungliga hovstaterna som ansvarade för Prins Bertils officiella program.

## Historik
Hans Kungliga Höghet Hertigens av Halland hovstat var en hovstat som bildades under 1950-talet.

## Anställda

### Hovmarskalk
- 1955–1963: Ove Borlind
- 1968–1974: Gösta Tegnér

### Kanslist
- 1966–1972: Elisabeth Palmstierna

### Läkare
- 1950–1972: Iohn Ryott-Iohnson